# Dana Ivey
Dana Robins Ivey (Atlanta, 14 augustus 1941) is een Amerikaans actrice. Zij werd genomineerd voor een Tony Award in 1984 (een keer voor haar hoofdrol in Heartbreak House én een keer voor die in Sunday in the Park with George), 1987 (voor haar hoofdrol in The Last Night of Ballyhoo), 2005 (voor haar bijrol in The Rivals) en 2007 (voor haar bijrol in Butley), zonder de prijs daadwerkelijk te winnen. In 1985 debuteerde ze op het witte doek, als Mrs. Müller in de familie-fantasyfilm Explorers.
Ivey is een dochter van actrice Mary Nell Santacroce en Hugh Ivey. Ze speelde in 1993 samen met haar moeder in de televisiefilm Class of '61.

## Filmografie
*Exclusief 5+ televisiefilms
| - Ocean's 8 (2018) - The Leisure Seeker (2017) - We'll Never Have Paris (2014) - Muhammad Ali's Greatest Fight (2013) - The Help (2011) - Did You Hear About the Morgans? (2009) - Ghost Town (2008) - Rush Hour 3 (2007) - Broken English (2007) - A Very Serious Person (2006) - Legally Blonde 2: Red, White & Blonde (2003) - Two Weeks Notice (2002) - Orange County (2002) - The Kid (2000) - Walking Across Egypt (1999) - Mumford (1999) - Simon Birch (1998) | - The Impostors (1998) - Sabrina (1995) - The Scarlet Letter (1995) - Addams Family Values (1993) - Sleepless in Seattle (1993) - Guilty as Sin (1993) - The Adventures of Huck Finn (1993) - Home Alone 2: Lost in New York (1992) - The Addams Family (1991) - Postcards from the Edge (1990) - Dirty Rotten Scoundrels (1988) - Another Woman (1988) - The Appointments of Dennis Jennings (1988) - Heartburn (1986) - The Color Purple (1985) - Explorers (1985) |

## Televisieseries
*Exclusief eenmalige gastrollen
- Boardwalk Empire - Mrs. McGarry (2010, vier afleveringen)
- Oz - Patricia Nathan (2000, twee afleveringen)
- Homicide: Life on the Street - Margie Bolander (1995, drie afleveringen)
- Easy Street - Eleanor Standard (1986-1987, 22 afleveringen)

- Bibliothèque nationale de France: cb13942433h (data)
- Gemeinsame Normdatei: 139219803
- International Standard Name Identifier: 0000 0000 0136 8019
- Library of Congress Control Number: no94016049
- Nationale Bibliotheek van Israël: 987007440031705171
- Virtual International Authority File: 71582670
- WorldCat: E39PBJcRbcc7W8B4Pb834PmyBP